# دانشگاه رود آیلند
دانشگاه رود آیلند (به انگلیسی: University of Rhode Island) یک دانشگاه در ایالات متحده آمریکا است که در رود آیلند واقع شده‌است.